# Ishe Komborera Africa
Ishe Komborera Africa (slovensko Bog blagoslovi Afriko) je bila državna himna Zimbabveja, dokler ni bila zamenjana z Kalibusiswe Ilizwe leZimbabwe leta 1994. Melodijo je napisal Mankayi Enoch Sontonga, himna je postala z neodvisnostjo leta 1980. V bistvu gre za prevod Nkosi Sikelel' iAfrika, ki je del himne Južnoafriške republike.

### Besedilo v jeziku Šona
Ishekomborera Africa 

Ngaisimudzirwe zita rayo

Inzwai miteuro yedu

Ishe komborera, 

Isu, mhuri yayo.

Huya mweya

Huya mweya komborera

(repeat previous two lines)

Huya mweya

Huya mweya woutsvene

Uti komborere

Isu mhuri yayo.

### Prevod izangleščine
Bog blagoslovi Afriko,

naj se njena slava širi daleč!

Poslušaj naše molitve,

Bog nas blagoslovi!

Pridi, Duh, pridi!

Pridi Sveti duh!

Pridi in nas blagoslovi, njeme otroke!